# Laflammeite
La laflammeite è un minerale.